# Поломаренко Іван Олександрович
Іван Олександрович Поломаре́нко (нар. 31 жовтня 1876, Київ — пом. 5 жовтня 1965) — український та російський радянський арфіст і композитор.

## Біографія
Народився 19 [31] жовтня 1876 року у місті Києві. У віці 9-ти років був прийнятий у Придворну співацьку капелу у Санкт-Петербурзі, де здобув музичну освіту, співав у хорі й навчився гри на арфі у Франтішека Шоллара та Альберта Цабеля. Після закінчення навчання 1897 року гастролював у складі симфонічного оркестру Преображенського полку у Парижі, Гельсінгфорсі та Москві.
Протягом 1897—1917 був солістом оркестру Олександра Шереметєва, грав також у симфонічному оркестрі Російського музичного товариства. З 1919 року — соліст оркестру Петроградського Малого оперного театру.
Помер 5 жовтня 1965 року. Похований у Санкт-Петербурзі на Большеохтінському цвинтарі.

## Творчість
Автор:
- творів для арфи: «Колискова», фантазія «Баян» (за оперою «Руслан і Людмила» Михайла Глінки), «Духовний вірш Кобзаря» та інших;
- першої в Росії монографії про арфу «Арфа в прошлом и настоящем» (Ленінград, 1939).